# Zingara (film 1916)
Zingara è un cortometraggio diretto dal regista Riccardo Tolentino e uscito in Italia per la prima volta il 1º aprile 1916 a Roma.